# Maria de Salinas
Maria de Salinas, baronne de Wiloughby de Eresby, née vers 1490 et morte en 1539, était une noble d'Espagne. Elle fut la confidente et dame de compagnie de Catherine d'Aragon, reine d'Angleterre.

## Contexte familial
Maria était la fille de Martín de Salinas, mort en 1503, et de son épouse Josefa de Gonzàlez, membres tous deux de la maison royale de Castille, et probablement liés à la famille royale. Elle avait une jeune sœur, Inès, née en 1491 et morte peu de temps après elle.

## Dame de compagnie
La date exacte à laquelle Maria de Salinas devint la dame d'honneur de Catherine d'Aragon est inconnue mais elle se situe aux alentours de 1501 . Elle resta célibataire jusqu'au 5 juin 1516, date à laquelle elle épousa William Willoughby, 11ème baron Willoughby de Eresby. De leur union naquit une fille, Catherine qui hérita de la baronnie de son père et devint, plus tard, duchesse de Suffolk par son mariage avec Charles Brandon, 1er duc de Suffolk. À l'occasion du mariage de Maria, Henri VIII fit don du château de Grimsthorpe à la famille Eresby. Henri estimait Maria à un tel point qu'en 1522, il baptisa le bateau 'HMS Mary Willoughby' en son honneur .
En 1511, Maria devint la marraine de Mary Brandon, la fille de Charles Brandon, 1er duc de Suffolk et de sa seconde épouse, Anne Browne. Lord Willoughby mourut en 1526. Peu de temps après, le duc de Suffolk fit de Catherine, la fille de Maria, sa pupille et l'épousa en quatrième noces en 1533. Maria passa plusieurs années à se battre, au nom de sa fille, avec Sir Christopher Willoughby, son beau-frère pour le contrôle des terres Willoughby.

## Mort de Catherine d'Aragon
Maria était une amie dévouée de Catherine d'Aragon. En août 1532, peu de temps avant l'annulation du mariage de Catherine et d'Henri, il lui fut ordonné de quitter la maison de Catherine et de ne pas tenter d'entrer en contact avec elle. En septembre 1534, lorsque la santé de Catherine se détériora, Maria demanda la permission de la voir. Celle-ci lui fut refusée ainsi que ses tentatives ultérieures. Devant ces refus, elle entra en force dans le château de Kimbolton, le 5 janvier 1536. Catherine mourut dans ses bras deux jours plus tard.
Maria vécut trois années de plus, passant le plus clair de son temps dans sa résidence de Londres située à Barbican. Sa fille, Catherine Willoughby, duchesse de Suffolk, devint une amie proche de Catherine Parr, la sixième épouse d'Henri VIII et filleule de Catherine d'Aragon. En 1546, circulaient des rumeurs selon lesquelles Henri prévoyait de faire annuler son mariage avec Catherine Parr pour pouvoir faire de la duchesse, devenue veuve, sa septième épouse.

## Descendance
Maria eut quatre petits-enfants, Henry et Charles Brandon, décédés à l'adolescence ainsi que Peregrine Bertie et Susan Bertie, comtesse de Kent, qui survécurent et perpétuèrent leur lignée.